# Rayvon
Rayvon (nacido Bruce Alexander Michael Brewster) es un barbadense, cantante tenor de reggae, conocido por su trabajo con el cantante Shaggy. 
Entre sus temas con Shaggy se incluyen "Big Up" (1992), "In The Summertime" (1995, #5 en Reino Unido) y "Angel" (2001, #1 en USA, Reino Unido).

## Discografía

### Solo albums
- Hear My Cry (1997) - producido por Sting International y Funk Master Flex
- My Bad (2002)

### Singles
- 1992 "Big Up" (Shaggy featuring Rayvon)
- 1994 "No Guns, No Murder"
- 1995 "In The Summertime" (Shaggy featuring Rayvon) #5 UK
- 2001 "Angel" (Shaggy featuring Rayvon) #1 U.S., #1 UK
- 2002 "2-Way" #67 UK
- 2007 "Out Of Control" (Shaggy featuring Rayvon)